# Darix Togni
Darix Togni (Sanremo, 1º gennaio 1922 – Milano, 15 ottobre 1976) è stato un circense e attore italiano.

## Biografia
Figlio di Ercole Togni, in gioventù si esibì in vari ruoli nel circo nazionale Togni. Il ruolo che lo rese famoso fu quello di domatore. Dal 1953 diventò titolare di un proprio circo, nato dalla divisione del circo nazionale Togni.
Artista a tutto tondo, andò oltre l'ambito circense, cimentandosi in ruoli cinematografici. Partecipò ai film Messalina e Europa di notte di Alessandro Blasetti; con Riccardo Freda ebbe un ruolo in Spartaco; lavorò con G. Bianchi in Io piaccio. Affiancò Totò nel film Il più comico spettacolo del mondo. Fu grande amico di Federico Fellini, che trovò in lui una delle sue fonti d'ispirazione di tanti grandi personaggi del cinema e dello spettacolo.
Nel 1946 sposò Fiorenza Colombo (1923-2012), appartenente alla famiglia Fratellini e cugina di Annie Fratellini, quest'ultima fondatrice di una delle più famose scuole di circo francesi. Dalla loro unione nacquero Danila, Livio, Corrado, Davio e Nevia.
Morì nel 1976 all'età di 54 anni a seguito di leucemia e venne sepolto nel cimitero comunale di Rio Saliceto (RE).
Milano gli ha intitolato una strada, esprimendogli il suo affetto con questo tributo.

## Filmografia
- Fabiola, regia di Alessandro Blasetti (1949)
- Messalina, regia di Carmine Gallone (1951)
- Spartaco - Il gladiatore della Tracia, regia di Riccardo Freda (1953)
- Il più comico spettacolo del mondo, regia di Mario Mattoli (1953)
- Io piaccio, regia di Giorgio Bianchi (1955)
- Europa di notte, regia di Alessandro Blasetti (1959)
- Barabba (Barabbas), regia di Richard Fleischer (1961)